# Senza Volto
Senza Volto, född 31 december 1993 i Paris i Île-de-France, är en fransk fribrottare. Han har brottats sedan 2014 och är en av de största fribrottarna på den europeiska fribrottningsscenen. Han har, förutom i sitt hemland, brottats i Belgien, Tyskland, Ungern, Nederländerna, Rumänien, Storbritannien, Österrike, Danmark, USA och Spanien.
Senza Volto bär en fribrottningsmask när han brottas och hans riktiga namn är inte känt av allmänheten. Han inspirerades av den mexikanska stilen lucha libre där många bär masker och brottas även med en teknik och stil som påminner om lucha libre.